# Пауль Вальден
Пауль Вальден, Павло Іванович Вальден (латис. Pauls Valdens; нім. Paul Walden; 14 (26) липня 1863 року, Розульська волость, Ліфляндської губернії Російської імперії — 22 січня 1957 року, Гаммертінген, Німеччина) — російський, латвійський, потім німецький хімік, професор Ризького політехнічного інституту (1894–1918), ординарний академік Петербурзької академії наук (з 1910 року), іноземний почесний член АН СРСР (1927). Найвідоміші праці присвячені електрохімії розчинів, оптичній ізомерії (відкрив так звану Вальденівську інверсію), історії хімії.

## Життєпис
Пауль Вальден народився 26 липня (за старим стилем) 1863 року в маєтку Розенбек поблизу Вендена Розульській волості Ліфляндської губернії, Російської імперії у великій селянській родині. Він був 13-ю дитиною у родині Яніса й Анни. У віці чотирьох років він втратив батька, а пізніше й мати. Завдяки фінансовій підтримці двох своїх старших братів, які жили в Ризі (один був купцем, а інший служив і мав звання лейтенанта), Вальден зумів завершити свою освіту — спочатку 1876 року з відзнакою закінчив повітове училище в місті Цесіс, а потім, 1882 року, Ризьку технічну школу. У грудні 1882 року він вступив до Ризького політехнікума і серйозно зацікавився хімією. Вже в 1886 році він публікує перші власні наукові дослідження з кольорових реакцій азотної і азотистої кислот з різними реагентами, встановлення меж чутливості кольорового методу виявлення азотної кислоти. У квітні 1887 року був обраний членом Російського фізико-хімічного товариства. У цей час Вальден розпочав співпрацю з Вільгельмом Оствальдом (лауреатом Нобелівської премії з хімії 1909 року), що значно вплинуло на його розвиток як вченого. Їх перша спільна робота була опублікована в 1887 році і присвячена залежності електропровідності водних розчинів солей від їх молекулярної маси.
У 1888 році Пауль Вальден закінчив університет за спеціальністю хімічна технологія і продовжив працювати на хімічному факультеті асистентом професора С. Бішофа. Під його керівництвом Вальден почав складати «Керівництво з стереохімії», яке було видане в 1894 році. У ході підготовки цього видання Вальденом були виконані численні хімічні синтези і описи, в результаті яких тільки по стереохімії з'явилися 57 наукових статей в журналах, опублікованих в період між 1889 і 1900 роками в російських та іноземних виданнях. Він також продовжував свої дослідження в області фізичної хімії, встановивши в 1889 році, що іонізуюча здатність неводних розчинників прямо пропорційна діелектричній сталій. Під час літніх канікул у 1890 та 1891 роках Вальден відвідав Вільгельма Оствальда в Лейпцизькому університеті, а у вересні 1891 року захистив там магістерську дисертацію «Про величини спорідненості деяких органічних кислот». Оствальд запропонував йому залишитися в Лейпцизі приват-доцентом, але Вальден відмовився, сподіваючись на більш успішну кар'єру в Ризі.
Влітку 1892 року він був призначений доцентом кафедри фізичної хімії. Через рік захистив магістерську дисертацію про осмотичні явища в осадових плівках в Одеському університеті. У вересні 1894 року став професором аналітичної і фізичної хімії в Ризькому політехнікумі. Пропрацював там до 1911 року, в 1902—1905 роках займав пост ректора цього університету. У 1895 році Вальден зробив своє найвизначніше відкриття, яке пізніше назвали Вальденівською інверсією. Воно полягає в тому, що різні стереоізомери однієї хімічної сполуки можуть бути отримані одна з одної за допомогою послідовних реакцій обміну. Сам Пауль Вальден вивчав перетворення L- і R-яблучної кислоти за послідовного впливу пентахлориду фосфору в ефірі і вологому окисі срібла. Ця тема лягла в основу його докторської дисертації, захищеної в березні 1899 року в Санкт-Петербурзькому університеті. Після цього Вальден зацікавився електрохімією неводних розчинів. У 1902 році він запропонував теорію автодисоціації неорганічних і органічних розчинників. У 1905 році він виявив зв'язок між питомою провідністю і в'язкістю в рідких електролітах; в 1906 році ввів термін «сольватація». Разом зі стереохімічними роботами ці результати принесли йому популярність, зокрема, він номінувався на Нобелівську премію з хімії 7 разів, особливо активно в 1913 і 1914 роках.

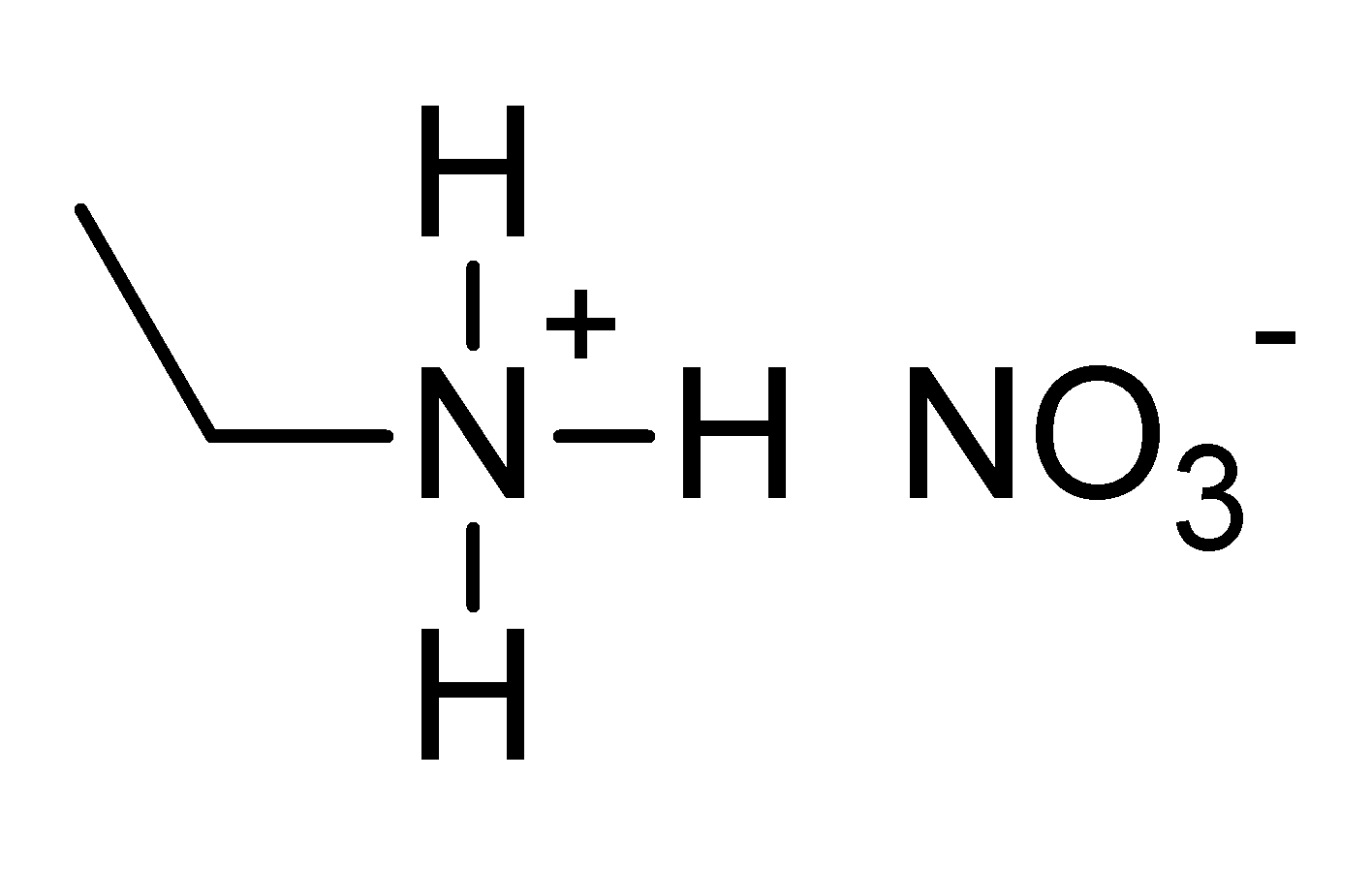
Хімічна формула нітрату етиламонію

У 1896 році в Ризькому технічному університети російська мова отримує статус офіційної мови викладання поряд із німецькою, що дозволило отримати субсидії від уряду й допомогу випускникам при отриманні позицій в Росії. Пауль Вальден взявся за перебудову хімічного факультету, і Вільгельм Оствальд надіслав йому креслення Лейпцізької хімічної лабораторії як приклад. У травні 1910 року Вальден був обраний членом Петербурзької академії наук (на місце Фрідріха Конрада Бейльштейна) і вже 1911 року був запрошений до Санкт-Петербурга очолити Хімічну лабораторію академії. Як виняток йому дозволили залишитися жити й працювати в Ризі, де у нього були кращі можливості для досліджень, але майже щотижня до 1919 року він їздив на потязі до Санкт-Петербурга для керівництва дослідженнями, на академічні збори. У 1911—1915 роках Вальденом було опубліковано 14 статей в «Известиях Академии Наук» з електрохімії неводних розчинів. Зокрема, в 1914 році Пауль Вальден отримав першу йонну рідину з температурою плавлення нижче кімнатної — нітрат етиламонію (C2H5)NH+NO3-, який має температуру плавлення +12 °C. Після 1915 року через труднощі, пов'язані з Першою світовою війною, політичними заворушеннями в Росії, а потім громадянською війною, Вальден скоротив власну науково-дослідну діяльність і зосередився на викладанні та адміністративній роботі, займаючи провідні позиції в науці.

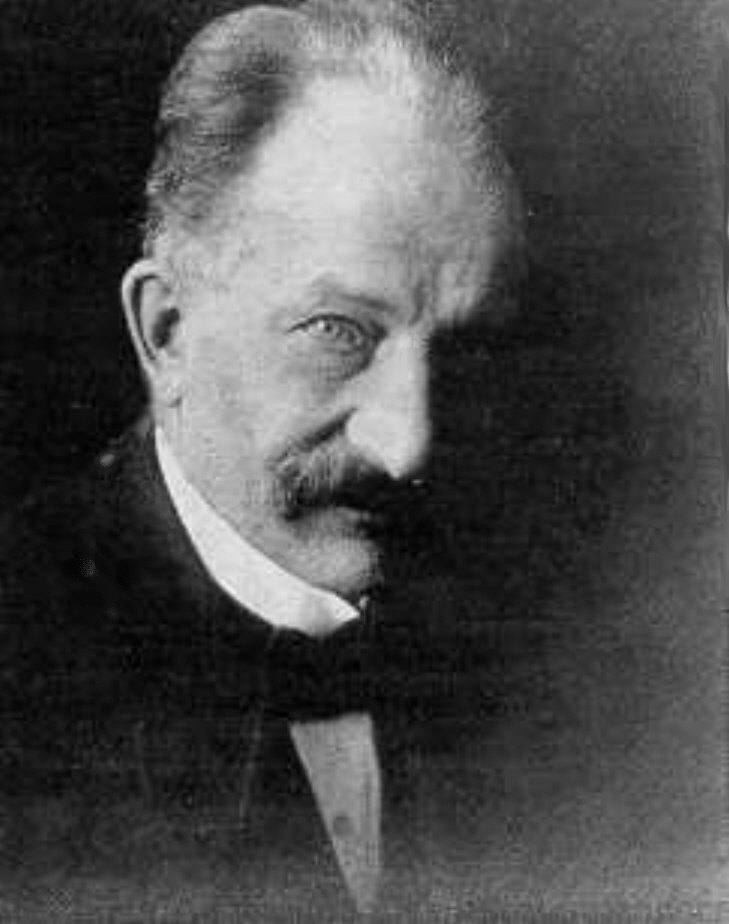
Пауль Вальден у часи роботи в Ростоцькому університеті

Через політичні заворушення в Латвії і громадянську війну в Росії Вальден з родиною емігрував до Німеччини, де був призначений професором неорганічної хімії в Ростоцькому університеті, де працював до виходу на пенсію в 1934 році. У 1924 році Вальдена запросили до Риги, де він виступив з серією лекцій. Йому пропонували провідні позиції в галузі хімії в Ризі і в Ленінграді, але він відмовився. Незважаючи на еміграцію, Вальден зберіг популярність в Росії, і в 1927 році був обраний іноземним членом Російської академії наук. Пізніше, у 1928 році він також став членом Шведської академії наук, а в 1932 році й Фінської.
Наприкінці життя Пауль Вальден зосередився на історії хімії і зібрав унікальну бібліотеку (більш ніж 10 тис. томів). Будинок і бібліотека були знищені під час британської бомбардування Ростока в 1942 році. Вальден переїхав до Берліна, а потім до Франкфурта-на-Майні, де він став запрошеним професором історії хімії в місцевому університеті. Кінець Другої світової війни він зустрів у французькій зоні окупації, відрізаний від Ростокського університету, який знаходився в радянській зоні. Пауль Вальден залишився без засобів до існування, жив на скромну пенсію, надану німецькими хіміками, іноді читав лекції в Тюбінгені і писав мемуари, які були видані тільки в 1974 році. У 1949 році Вальден опублікував свою найвідомішу книгу «Історія хімії». Помер 1957 року в Гаммертінгені (Німеччина) у віці 93 років.

## Викладання
Пауль Вальден був також відомим талановитим викладачем хімії. У своїх мемуарах він писав:
|  | Моя аудиторія зазвичай буває переповнена, і доброзичлива реакція слухачів дає мені сили... в моїх лекціях я імпровізував, щоб привнести свіжість у виклад... Я ніколи не вважав викладання тягарем. |

Значний період життя (30 років) Пауль Вальден присвятив викладацькій роботі в Ризькій політехниці: у 1906–1916 роках обіймав посаду декана хімічного факультету; двічі, у 1902–1906 і 1916–1918 роках, був ректором університету.

## Наукові праці
- (рос.) Очерк истории химии в России // Ладенбург А., «Лекции по истории развития химии от Лавуазье до нашего времени», пер. с нем. — Одесса, 1917.
- (нім.) Optische Umkehrerscheinungen (Waldensche Umkehrung), Braunschweig, 1919.
- (рос.) Теории растворов в их исторической последовательности. — П., 1921.
- (нім.) Elektrochemie nichtwässeriger Lösungen, Lpz., 1924.
- (нім.) Geschichte der Organischen Chemie seit 1880, Julius Springer Verlag 1941, Reprint 1972 (Geschichte der Organischen Chemie, Band 2).
- (нім.) Drei Jahrtausende Chemie, Berlin: Limpert 1944.
- (нім.) Geschichte der Chemie, Bonn: Athenäum Verlag, 2. Auflage 1950.
- (нім.) Chronologische Übersichtstabellen zur Geschichte der Chemie von den ältesten Zeiten bis zur Gegenwart, Springer Verlag 1952.